# Krattenturm
Der Krattenturm stand im Stadtzürcher Quartier Oberstrass im Wald des Zürichbergs. Der Mitte des 14. Jahrhunderts erbaute Wehrturm wurde am 30. April 1444 zerstört. Da sein Gemäuer für den Bau anderer Bauten verwendet wurde, ist heute nichts mehr erhalten. Das Wappen des Quartiers zeigt ihn aber heute noch. Auf der Informationstafel am ehemaligen Standort finden sich noch folgende Details zur dessen Funktion:
«Im 13./14. Jahrhundert waren Letzigraben und Krattenturm äusserste Vorposten der Zürcher Stadtverteidigung, Teile einer natürlichen Verteidigungslinie, die den Übergang vom Glatttal ins Limmattal sperren sollte.»
Bei drohenden Angriffen aus dem Norden in Richtung der Stadt konnte durch Fällen von Bäumen und Errichten von Verhauen längs dem Graben des Peterstobel-Letzibaches rasch eine Geländesperre erstellt werden. Ortsansässige Mannschaften hatten die Abwehr zu übernehmen und den Angriff des Gegners auf die Ringmauer der Stadt zu verzögern.
Der Krattenturm stand am oberen Ende des Letzigrabens zwischen zwei tiefen Bachtobeln als Stützpunkt und Signalstation. Die Sicht von dieser Stelle bis weit ins Glatttal erlaubte es, anrückende Gegner frühzeitig zu erkennen und mittels Rauchsignal nach der Stadt zu melden. Der Rauch wurde durch Entzünden von Harz erzeugt, der oben am Turm in einem Korb oder ‹Kratten› bereitgehalten wurde. Von dieser Signaleinrichtung soll der Turm seinen Namen zum Kratt oder Krattenturm erhalten haben.
In den Jahren von 1351 bis 1354 wurde Zürich wiederholt erfolglos von Herzog Albrecht von Österreich angegriffen. Die ‹Klingenberger Chronik› berichtet von Gefechten am Letzigraben und Krattenturm.
1443/44 wurde die Stadt im Alten Zürichkrieg von den Eidgenossen ebenfalls ohne Erfolg belagert. Sie verwüsteten die Umgebung und zerstörten am 30. April 1444 den Krattenturm. Dieses Ereignis überlieferte Gerold Edlibach in seiner «Zürcher Chronik» von 1478.

## Bilder

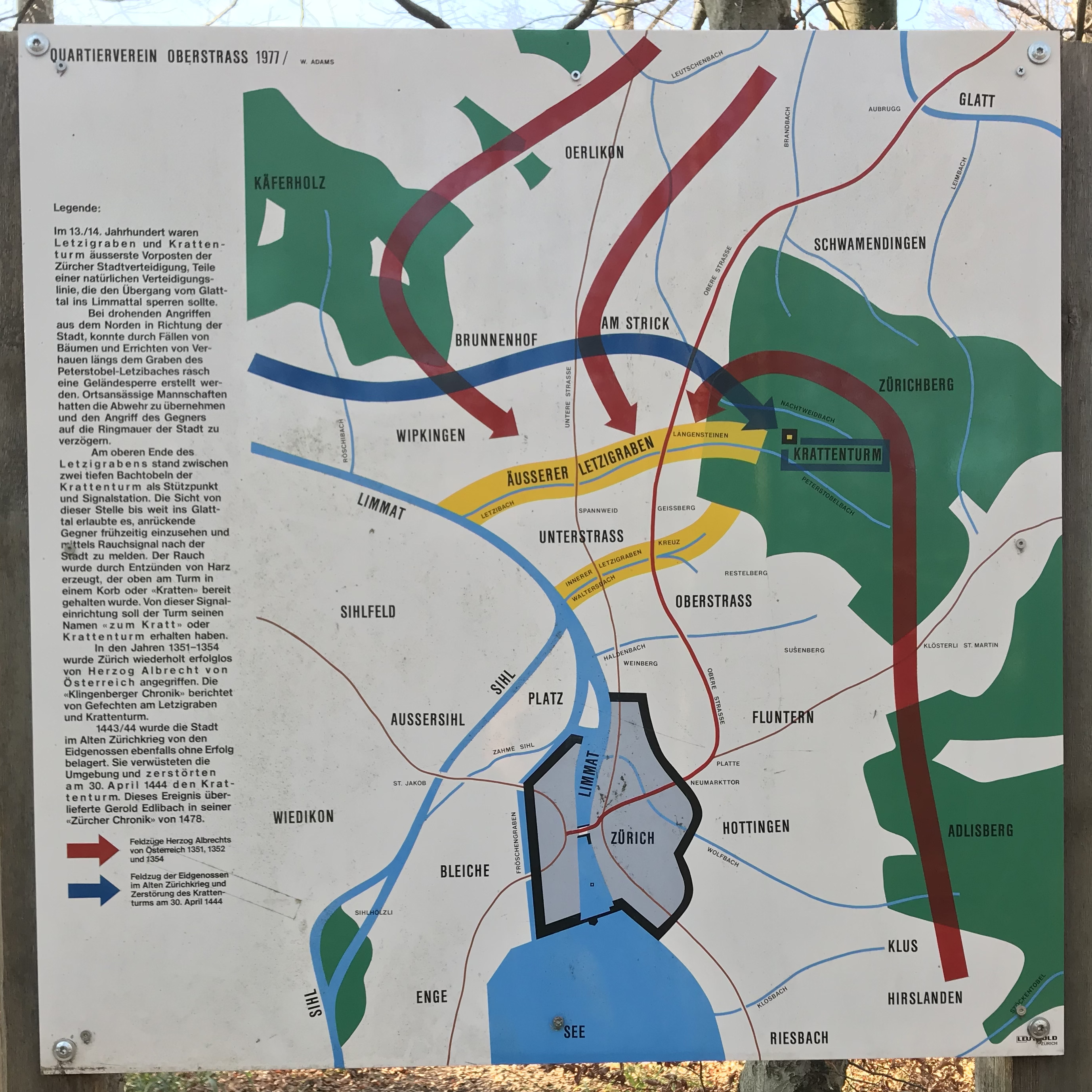
Informationstafel des Quartiervereins
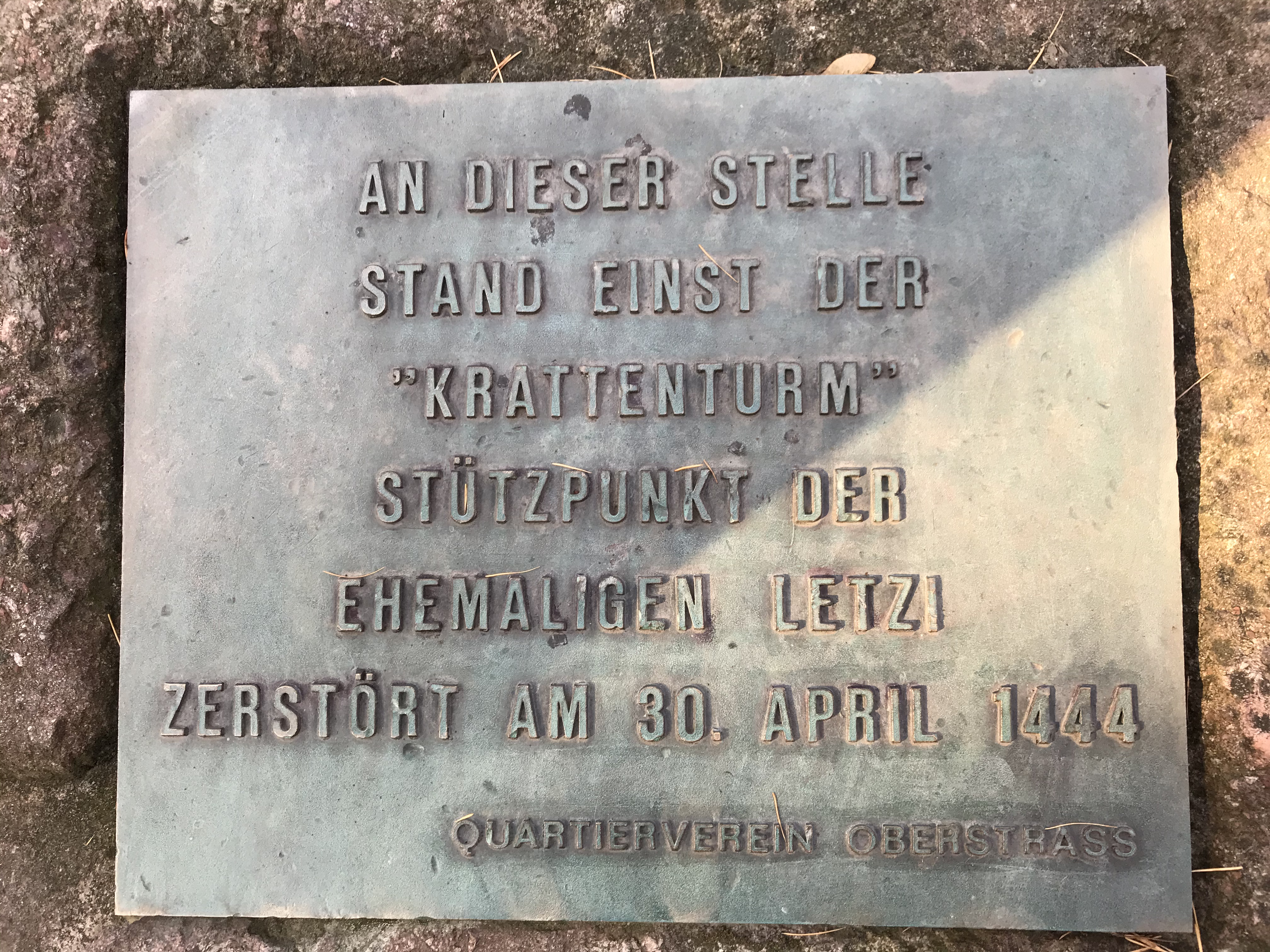
Tafel auf dem Gedenkstein
Wappen des Quartiers Oberstrass
Fahne des Quartiers Oberstrass